# Pimp (film, 2018)
Pour les articles homonymes, voir Pimp.
Pour plus de détails, voir Fiche technique et Distribution.
Pimp est un film américain écrit et réalisé par Christine Crokos, sorti en 2018,,,,.

## Synopsis
Une histoire d'amour urbaine dans les rues du Bronx. Une jeune femme en difficulté, nommée Wednesday (Keke Palmer), grandit en apprenant les jeux d'argent avec son père. Une fois parti, il lui reste à surveiller sa mère et sa petite amie prostituée, Nikki (Haley Ramm).

## Fiche technique
- Titre : Pimp
- Réalisation : Christine Crokos
- Scénario : Christine Crokos
- Photographie :
- Montage : John Scott Cook, Todd Sandler
- Musique : Alec Puro
- Production : Christine Crokos, Alexis Varouxakis, Victoria Bousis
- Sociétés de production : Adrenaline Entertainment, 1821 Pictures
- Sociétés de distribution :
- Pays d'origine :  États-Unis
- Langue originale : anglais
- Lieu de tournage :
  - Chicago, Illinois, États-Unis
  - Bronx, New York, État de New York, États-Unis
- Format : couleur
- Genre : Drame, romance saphique
- Durée : 86 minutes (1 h 26)
- Dates de sortie :
  -  États-Unis : 9 novembre 2018

## Distribution
- Keke Palmer : Pimp / Wednesday
- Haley Ramm : Nikki
- Lyrica Okano : Kim
- Vanessa Morgan : Destiny
- Aunjanue Ellis : Gloria May
- Edi Gathegi : Kenny Wayne
- Paola Lázaro : Louisa
- DMX : Midnight John
- Ashley Blankenship : Blondie
- Paige Searcy : Charlie
- Manny Ureña : le garçon #2
- Taliyah Whitaker : Wednesday jeune
- Brandon J. Shaw : Thug
- Curtis Lyons : Shooter
- Brittany Campbell : la Basketeuse